# Aparat słuchowy

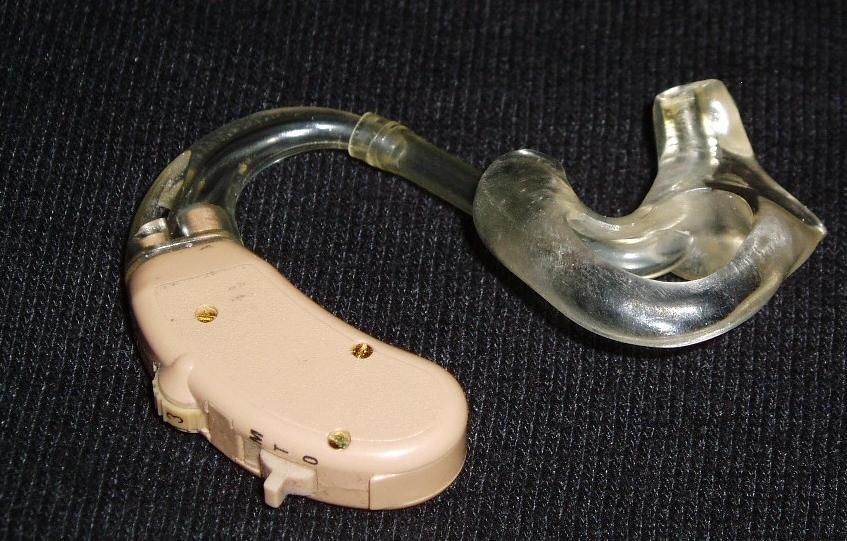
Przykład aparatu słuchowego

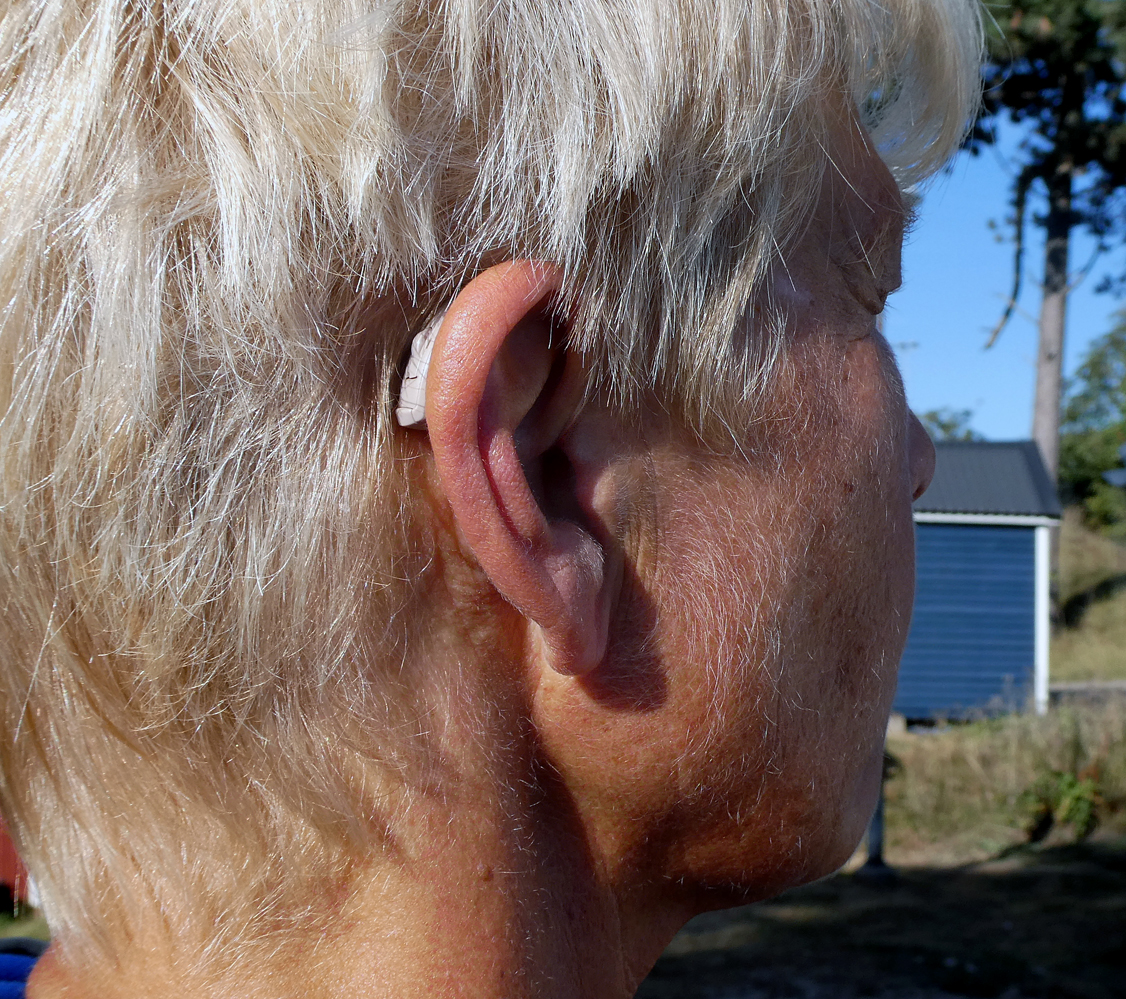
Nowoczesny aparat zauszny, przewód audio prowadzący do głośnika jest ledwo widoczny.

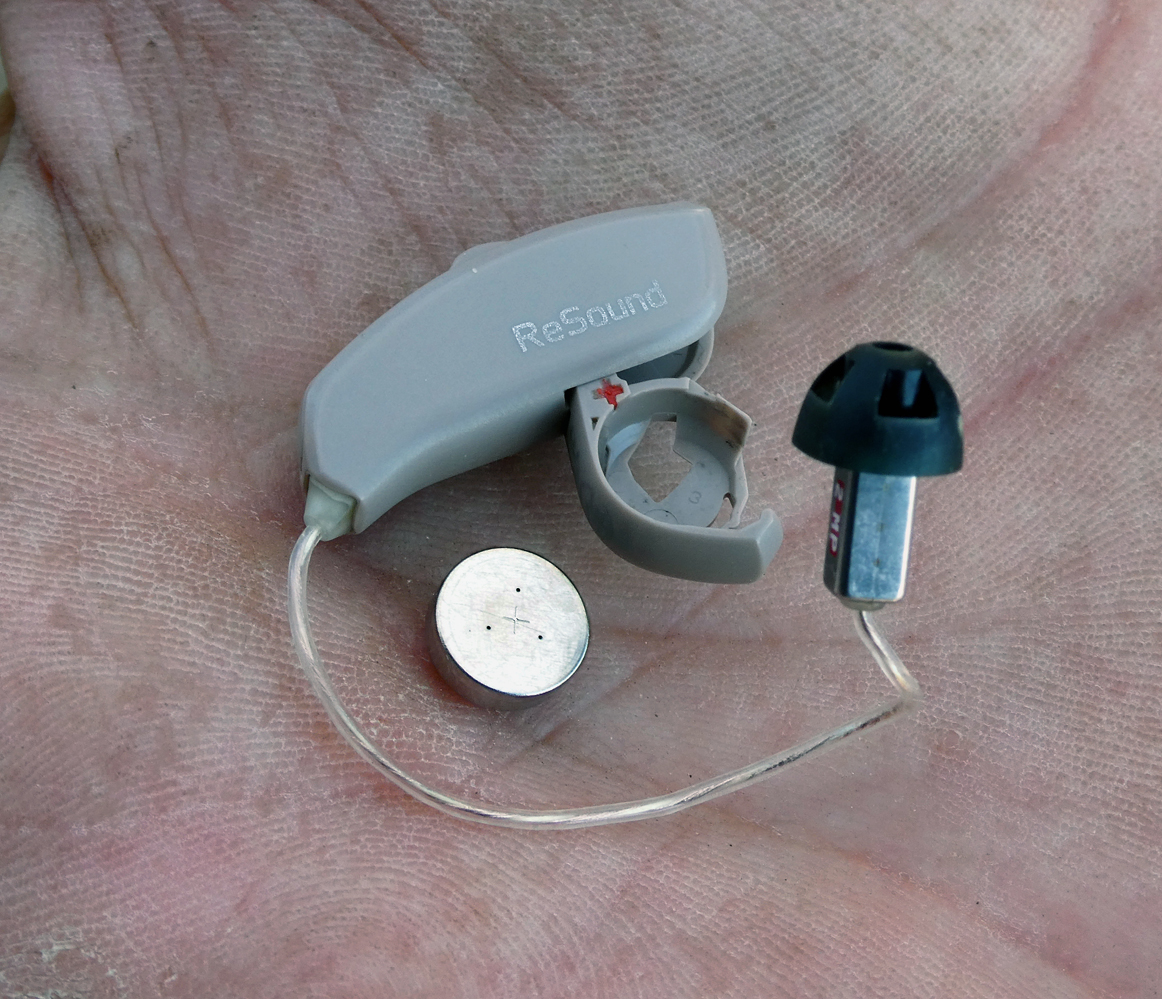
Nowoczesny aparat zauszny z baterią minikomórkową.

Aparat słuchowy – urządzenie służące do wzmacniania głośności dźwięków u osób niedosłyszących. W przeszłości funkcję prymitywnych aparatów słuchowych pełniły specjalne trąbki wkładane do uszu, które dzięki rozszerzeniu u wlotu mogły skupiać fale dźwiękowe i poprawiać nieznacznie komfort słyszenia.
Obecnie nowoczesne aparaty słuchowe mają postać układów elektronicznych. Główne części, z których składa się takie urządzenie to: mikrofon, który zamienia fale akustyczne w sygnał elektroakustyczny; wzmacniacz – służący do wzmocnienia sygnału i słuchawki, która doprowadza dźwięk przez wkładkę uszną w pobliże błony bębenkowej. Z początku aparaty słuchowe były stosunkowo duże i ciężkie. Współcześnie, dzięki miniaturyzacji możliwe jest ich umieszczanie na małżowinie usznej albo w uchu zewnętrznym.
Współczesne aparaty słuchowe nie tylko „pogłaśniają” dźwięki otoczenia, ale potrafią też w inny sposób wzmacniać różne dźwięki otoczenia (osobne wzmocnienie dla dźwięków cichych, osobne dla dźwięków głośnych). Dzięki zaawansowanym układom cyfrowym są w stanie wyodrębnić z dźwięków otoczenia mowę, wzmocnić ją a zredukować szum i hałas otoczenia, co w znaczącym stopniu poprawia rozumienie mowy i komfort słuchania.

## Historia aparatów słuchowych
Za pierwszy naturalny aparat słuchowy uważa się ludzką rękę, którą przykładano do ucha podczas nasłuchiwania. Takie rozwiązanie dawało słuchaczowi zysk około 12 dB dla częstotliwości 1 kHz. Kolejne wynalazki wspomagające słyszenie były urządzeniami mechanicznymi, a należały do nich:
- tuby – powstała w 1880 roku. Wykonywane z mosiądzu. Jej kształt przypomina kształt kopuły katedry św. Pawła w Londynie (stąd nazwa – ang. dome – kopuła)
- węże słuchowe
- okulary dla uszu
- wibrafon (opatentowany przez Charlesa Fensky’ego w 1923. Produkowany do 1935 roku)

Przełomowymi wynalazkami dla rozwoju elektrycznej ery aparatów słuchowych były:
- mikrofon – wynaleziony przez Johanna Philipa Reisa w 1861 roku
- telefon – wynaleziony przez Grahama Bella w 1876 roku

Pierwsze aparaty słuchowe oparte na mikrofonach węglowych, nie posiadały układu wzmacniającego. Dopiero wynalezienie lampy elektronowej, a później tranzystora umożliwiło znaczne wzmocnienie poziomu sygnału emitowanego do ucha. Firmą która jako pierwsza rozpoczęła produkcję aparatów słuchowych to Deutsche Akustik (1904) – późniejszy Siemens.
W 1938 roku Joseph Poliakoff wymyślił aparat słuchowy który umożliwiał komunikację z wykorzystaniem sprzężenia indukcyjnego cewki aparatu słuchowego z cewką słuchawki telefonicznej. Pierwszy aparat słuchowy który posiadał wbudowaną cewką telefoniczną był to „Multitone VPM” wyprodukowany w 1938 roku Londynie przez firmę Multitone Electric Co. Ltd.
System pętli indukcyjnej audio wykorzystywany jest obecnie w urządzeniach wspomagania słuchu które zainstalowane są w niektórych punktach obsługi klientów, np. w kasach biletowych, punktach obsługi klientów, kinach, teatrach oraz środkach komunikacji publicznej umożliwiając użytkownikom aparatów słuchowych słyszeć czysty dźwięk bez hałasu z otoczenia, rozmów osób postronnych. Aparaty słuchowe pracują zwykle w dwóch trybach: M – wykorzystujący wbudowany mikrofon, umożliwiający odbiór dźwięków z otoczenia lub T – włączenie odbioru sygnału z pętli indukcyjnej.
Kolejne etapy rozwoju aparatów słuchowych wyglądały następująco:
1. Aparaty węglowe – zbudowane w oparciu o przetworniki węglowe. Fala akustyczna padająca na membranę mikrofonu powoduje zamianę rezystancji proszku węglowego za membraną i tym samym zmiany przepływającego prądu w układzie elektrycznym (fala elektryczna). Urządzenia tego typu były wykorzystywane np. przez księży w konfesjonałach.
2. Aparaty lampowe – w tego typu urządzeniach istniał już element wzmacniający – Lampa elektronowa (ang. vacume tube) wynaleziona została w 1906 przez Lee DeForest zaś po raz pierwszy wykorzystano ją w aparacie słuchowym w 1921 roku.
3. Aparaty tranzystorowe – krokiem przełomowym było wynalezienie w 1948 roku laboratoriach  Bella tranzystora. Zastosowanie tranzystora pozwoliło na dalszą miniaturyzacje oraz ograniczenie zużywanej energii.
4. Aparaty cyfrowe – współczesna historia aparatów słuchowych, to zastosowanie układów scalonych oraz technologii cyfrowej. Wprowadzenie technologii cyfrowej w aparatach pozwoliło na:
  - zastosowanie specjalistycznych algorytmów DSP (np. redukcja sprzężeń)
  - efektywniejsze i dokładniejsze dokonywanie operacji przetwarzania sygnału (wzmacnianie, kompresja itp.)
  - zapamiętywać dobór ustawień i zmieniać je w trakcie użytkowania

## Rodzaje aparatów słuchowych
Ze względu na technologię stosowaną w aparacie, urządzenia te można podzielić na:
- analogowe (w tego typu aparatach może dojść do zmiany jakości dźwięku, fala dźwiękowa jest tu zamieniana w impuls elektryczny)
- analogowe programowalne cyfrowo za pomocą komputera
- hybrydowe
- cyfrowe programowane analogowo (aparat przetwarza dźwięk przy pomocy cyfrowego wzmacniacza, ale regulacji wzmacniacza dokonuje się za pomocą pokręteł tzw. trymerów)
- cyfrowe (w tego typu aparatach nie dochodzi do utraty jakości dźwięku; fale dźwiękowe są tutaj przekształcane na postać matematyczną będącą ciągiem cyfr, który może być zamieniony na postać akustyczną)

Ponadto wyróżnia się aparaty słuchowe:
- wykorzystujące przewodnictwo powietrzne:
  - okularowe – wszystkie główne elementy aparatu są umieszczone w zausznikach okularów
  - pudełkowe – aparat składa się z dwóch części: wzmacniacza noszonego w kieszeni oraz mikrofonu i słuchawki umocowanych przy uchu i połączonych przewodem z wzmacniaczem
  - zauszne (tzw. BTE) – wszystkie główne części aparatu są zespolone w jednej obudowie, którą umieszcza się za uchem, od obudowy dźwięk wyprowadza falowód, który transmituje dźwięk za pomocą wkładki dousznej
  - zauszne ze słuchawka w uchu (tzw. RITE; RIC; RIE) – wszystkie główne części aparatu poza słuchawką są zespolone w jednej obudowie, natomiast słuchawka jest bezpośrednio w kanale słuchowym
  - wewnątrzuszne (tzw. ITE) – wkłada się je w całości do ucha
  - wewnątrzkanałowe (tzw. CIC) – główne części aparatu (mikrofon, wzmacniacz, słuchawka) są umieszczone wewnątrz przewodu słuchowego, największą zaletą takiego aparatu jest jego niewidoczność
- wykorzystujące przewodnictwo kostne:
  - okularowe
  - na opasce elastycznej/metalowym pałąku

## Sprzedaż i dopasowanie aparatów słuchowych
Obecnie w Polsce i na świecie sprzedażą aparatów słuchowych zajmują się protetycy słuchu, audiolodzy oraz specjalnie do tego wyspecjalizowani akustycy. Osoby te muszą posiadać co najmniej wykształcenie policealne lub wyższe licencjackie. Protetyka słuchu to nauka interdyscyplinarna. Absolwent, który ukończył szkołę z zakresu protetyki słuchu musi posiadać wiedzę z zakresu takich dziedzin jak: akustyka, fizjologia i patologia słuchu, psychoakustyka, elektronika, metody badania słuchu. Uregulowanie prawne zawodu było konieczne, ponieważ aparat słuchowy w Polsce jest przedmiotem refundowanym przez Narodowy Fundusz Zdrowia, aby móc zajmować się sprzedażą oraz dopasowaniem aparatów słuchowych należy spełnić przynajmniej jeden z określonych warunków:
- posiadać dyplom mistrza w zawodzie protetyk słuchu

lub
- ukończyć studia wyższe na kierunku lub w specjalności protetyka słuchu

lub
- ukończyć szkołę policealną publiczną lub niepubliczną o uprawnieniach szkoły publicznej i uzyskać tytuł zawodowy protetyk słuchu lub dyplom potwierdzający kwalifikacje zawodowe w zawodzie protetyk słuchu

lub
- posiadać co najmniej 2-letnie doświadczenie zawodowe w pracy w gabinecie protetyki słuchu i ukończyć kurs z zakresu protetyki słuchu organizowany przez szkołę wyższą kształcącą w zakresie akustyki lub Instytut Fizjologii i Patologii Słuchu, obejmujący co najmniej 108 godzin kształcenia w zakresie niezbędnym do przygotowania do wykonywania zawodu protetyka słuchu